# Père-David-Rothörnchen
Das Père-David-Rothörnchen (Sciurotamias davidianus) ist eine Hörnchenart aus der Gattung der Chinesischen Rothörnchen (Sciurotamias). Es kommt in großen Teilen der Volksrepublik China vor. Benannt ist die Art nach dem französischen Geistlichen und Naturkundler Jean Pierre Armand David.

## Merkmale
Das Père-David-Rothörnchen erreicht eine Kopf-Rumpf-Länge von etwa 19,0 bis 25,0 Zentimetern bei einem Gewicht von etwa 260 Gramm. Der Schwanz wird 12,5 bis 20,0 Zentimeter lang und ist damit etwas kürzer als der restliche Körper. Der Hinterfuß wird 45 bis 59 Millimeter lang, die Ohrlänge beträgt 20 bis 28 Millimeter. Die Rückenfarbe ist olivgrau, die Bauchseite ist gelblich-weiß oder ockerfarben. Im Vergleich zu Forrests Rothörnchen (Sciurotamias forresti) ist es blasser und es besitzt keinen hellen Seitenstreifen, bei einigen Individuen läuft ein dunkler Streifen über die Wange. Die Fußsohlen sind dicht behaart.
| 1 | · | 0 | · | 2 | · | 3 | = 22 |
| 1 | · | 0 | · | 1 | · | 3 | = 22 |

Der Schädel hat eine Gesamtlänge von 52 bis 58 Millimetern, er ist breit und flach. Die Art besitzt im Oberkiefer pro Hälfte einen zu einem Nagezahn ausgebildeten Schneidezahn (Incisivus), dem eine Zahnlücke (Diastema) folgt. Hierauf folgen zwei Prämolare und drei Molare. Im Unterkiefer ist dagegen nur ein Prämolar ausgebildet. Insgesamt verfügen die Tiere damit über ein Gebiss aus 22 Zähnen. Die Paukenhöhle ist klein.
Der Penisknochen ist gebogen, die Spitze ist löffelförmig ausgebildet.

## Verbreitung

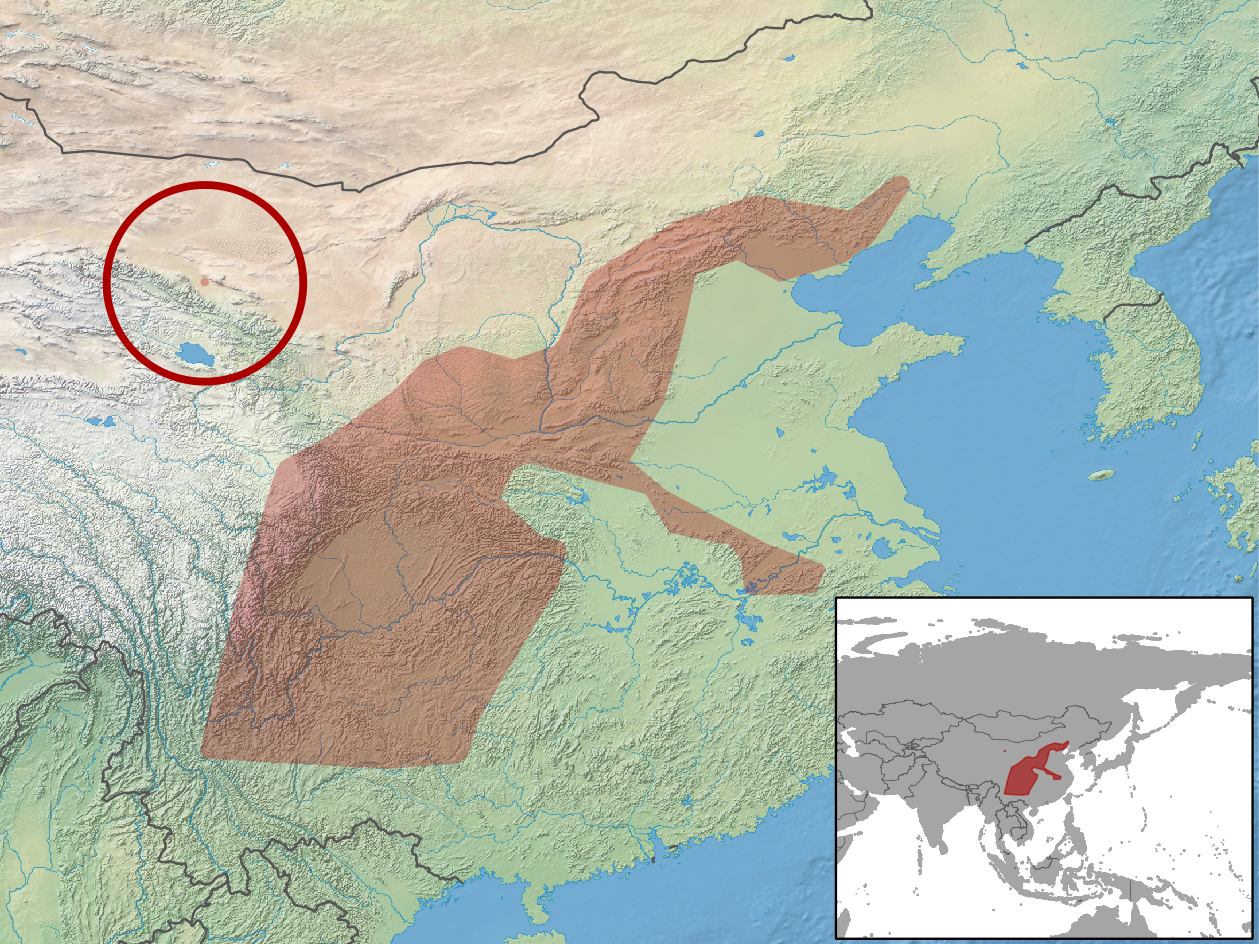
Verbreitungsgebiet des Père-David-Rothörnchens

Das Père-David-Rothörnchen ist endemisch in der Volksrepublik China, wo es allerdings in einem vergleichsweise großen Gebiet vorkommt. Es lebt in den chinesischen Provinzen Anhui, Peking, Chongqing, Gansu, Guizhou, Hebei, Henan, Hubei, Liaoning, Ningxia, Shaanxi, Shanxi, Sichuan, Tianjin und Yunnan.

## Lebensweise
Das Père-David-Rothörnchen ist ein Erdhörnchen, das vor allem in felsigen Habitaten vorkommt und Baue in Spalten zwischen Steinen anlegt. Es ist sehr aktiv und in der Lage, auch auf Bäume zu steigen, tut dies jedoch nur sehr selten. Die Tiere halten keinen Winterschlaf.
Die Hörnchen ernähren sich vor allem von Samen und Nüssen, die sie sammeln und in ihren Backentaschen transportieren. Dabei sammeln und verstecken sie die Samen, seh häufig die großen Eicheln von Quercus liaotungensis und Walnüsse von Juglans regia, und unterstützen so aktiv deren Ausbreitung. Die Tiere pflegen zudem ihre Sammelstellen, indem sie beispielsweise bei frühzeitig keimenden Eicheln die Keime entfernen und so den Verlust der Eicheln reduzieren. In diesem Verhalten ähneln sie einigen Sciurus-Arten in Nordamerika wie etwa dem Grauhörnchen (Sciurus carolinensis). Anders als die Sciurus-Arten ist das Père-David-Rothörnchen beim Auffinden seiner Sammelstellen mehr auf den Geruchssinn angewiesen als auf das Erinnerungsvermögen.
Regional erreicht die Art eine hohe Bestandsdichte und kann in landwirtschaftlichen Flächen auch Schaden anrichten.

## Parasiten
Paradoxophthirus emarginata ist eine nur beim Père-David-Rothörnchen auftretende Echte Tierlaus.

## Systematik
Das Père-David-Rothörnchen wird als eigenständige Art innerhalb der Gattung der Chinesischen Rothörnchen (Sciurotamias) eingeordnet, die aus zwei Arten besteht. Die wissenschaftliche Erstbeschreibung stammt von Henri Milne Edwards aus dem Jahr 1874, der die Art anhand von Individuen aus Bergen von Peking in der Provinz Hebei in China beschrieb. Milne Edwards benannte die Art nach dem französischen Geistlichen und Naturkundler Jean Pierre Armand David.
Innerhalb der Art werden gemeinsam mit der Nominatform drei Unterarten unterschieden:
- Sciurotamias d. davidianus: Die Nominatform ist heller grau auf dem Rücken als die anderen Unterarten und die Bauchseite ist mehr grau und weniger sandfarben.
- Sciurotamias d. consobrinus: Das Fell ist kräftiger und dunkler gefärbt, die Füße sind schwarz. Flecken hinter dem Ohr fehlen.
- Sciurotamias d. saltitans: Die Rückenfarbe ist braun.

## Status, Bedrohung und Schutz
Das Père-David-Rothörnchen wird von der International Union for Conservation of Nature and Natural Resources (IUCN) als nicht gefährdet (Least concern) eingeordnet. Begründet wird dies durch das große Verbreitungsgebiet und das häufige Vorkommen der Art. Potenzielle bestandsgefährdende Gefahren für diese Art bestehen nicht.

## Belege
1. 1 2 3 4 5 6 7  Robert S. Hoffmann, Andrew T. Smith: Père David's Rock Squirrel. In: Andrew T. Smith, Yan Xie: A Guide to the Mammals of China. Princeton University Press, Princeton NJ 2008, ISBN 978-0-691-09984-2, S. 192.
2. 1 2 3 4  Richard W. Thorington Jr., John L. Koprowski, Michael A. Steele: Squirrels of the World. Johns Hopkins University Press, Baltimore MD 2012; S. 198–199. ISBN 978-1-4214-0469-1
3. 1 2 3  Sciurotamias davidianus in der Roten Liste gefährdeter Arten der IUCN 2014.3. Eingestellt von: Andrew T. Smith, C.H. Johnston, 2008. Abgerufen am 16. Mai 2015.
4. ↑  Lance A. Durden, Guy G. Musser: The sucking lice (Insecta, Anoplura) of the world: a taxonomic checklist with records of mammalian hosts and geographic distributions. In: Bulletin of the American Museum of Natural History. Band 218, 1994, S. 36 (amnh.org).
5. 1 2  Sciurotamias davidianus In: Don E. Wilson, DeeAnn M. Reeder (Hrsg.): Mammal Species of the World. A taxonomic and geographic Reference. 2 Bände. 3. Auflage. Johns Hopkins University Press, Baltimore MD 2005, ISBN 0-8018-8221-4.
6. ↑  Bo Beolens, Michael Grayson, Michael Watkins: The Eponym Dictionary of Mammals. Johns Hopkins University Press, 2009; S. 315–316; ISBN 978-0-8018-9304-9.